# Guerre civile portugaise
Batailles
- Coruche
- Vila da Praia (navale)
- Porto
- Ponte Ferreira
- Souto Redondo
- Cap Saint-Vincent (navale)
- Alcácer do Sal
- Pernes
- Almoster
- Sant’Ana
- Asseiceira

La guerre civile portugaise ou guerre libérale survient en 1828 dans le cadre de la crise de succession au trône du Portugal et se termine le 26 mai 1834 par la signature de la convention d’Evoramonte.

## Les racines du conflit
Entre 1807 et 1810, le Portugal subit trois tentatives d'invasion de la part des troupes napoléoniennes. Malgré l'échec de ces tentatives, les idées libérales venues de France se sont implantées dans certains milieux. Alors que le roi est encore en exil, éclate une révolution libérale. Contraint de revenir, en 1821, Jean VI adopte la Constitution de 1822 particulièrement progressiste.
Très vite, les opposants se regroupent autour de la reine et de leur fils Michel. Plusieurs révoltes anti-libérales tentent de rétablir la monarchie absolue sans succès (la Vilafrancada et l'Abrilada).
Le 10 mars 1826, Jean VI meurt sans laisser d’indication concernant sa succession. Le conseil de Régence choisit son fils aîné Pierre Ier du Brésil. Mais comme celui-ci ne peut pas régner à la fois sur le Brésil et le Portugal, il était prévu qu’il abdiquerait en faveur de sa fille Marie, âgée de sept ans, laquelle épouserait, le moment venu, son oncle Michel. Pierre octroie au pays une charte constitutionnelle moins libérale que la Constitution de 1822, conférant plus de pouvoirs au monarque (les pouvoirs exécutif et modérateur). Michel jure fidélité à cette charte, qui lui permettait d’exercer la régence auprès de sa fiancée dès 1827.

## La guerre
Dès le retour de Michel, celui-ci se fait acclamer roi par la population et les absolutistes soutenus par le clergé. Il prête serment à la charte mais finit par se proclamer roi (juillet 1828) et rétablir l'absolutisme. Cet acte marque le début de la guerre civile .
Les libéraux, dont beaucoup sont en exil, organisent la résistance autour notamment du duc de Palmela et de la jeune reine Marie. Les opposants débarquent avec plusieurs navires à Terceira, aux Açores, territoire portugais qui a refusé de reconnaître Michel. Un gouvernement y est même constitué autour de Pierre Ier, venu rétablir les droits de sa fille.
Michel tente de reprendre l'île, en vain ; les libéraux sortent victorieux de la bataille de Vila da Praia en 1829 malgré une escadre de 9 000 hommes.
Le 8 juillet 1832, Pierre Ier du Brésil, père de Maria da Glória et défenseur de la cause libérale, débarque avec 7 500 hommes (40 navires) sur la plage de Mindelo. Le 9, il entre à Porto qui s'est rendu sans résistance.
Le siège de Porto va durer jusqu'en août 1833. Les libéraux menés par le duc de Saldanha tiennent bon. La bataille se poursuivit en mer avec l'aide des Anglais. Un débarquement commandé par le duc de Terceira est organisé dans le sud du pays pour prendre les troupes miguelistes à revers. Ils leur infligent une défaite lors de la bataille du cap Saint-Vincent en 1833, et finissent par prendre Lisbonne le 24 juillet 1833. À la fin de cette année Maria da Glória est proclamée reine et dom Pedro obtient la Régence. La Charte est rétablie. Les absolutistes sont persécutés.
Michel tentera en vain de reprendre Lisbonne.

## La paix
Après les batailles décisives d'Almoster (18 février 1834) et d'Asseiceira (16 mai 1834), les troupes miguelistes furent définitivement vaincues par celles de Saldanha. Michel, encore soutenu par des fidèles décide de ne plus sacrifier de vies humaines. Les accords d'Evora-Monte signés le 26 mai proclament une amnistie générale. Michel Ier renonce définitivement à tous ses droits sur la couronne du Portugal et prend le chemin de l'exil. La situation ne se pacifia pas avant 1838, la division étant profonde dans le pays et le peuple resta attaché à Michel.
Pierre meurt en 1834 laissant le pouvoir à sa fille, Marie, déclarée majeure, sous la pression de la Quadruple-Alliance.
Les libéraux, d’accord sur l’éviction de Michel Ier, sont divisés entre d'un côté les (chartistes), qui préconisent la soumission à la charte de 1826 (propriétaires terriens, bourgeoisie urbaine), et de l’autre côté, des idéologues attachés à l’expression de la souveraineté nationale, partisans du retour à la constitution de 1822 (artisans, petits commerçants, classes moyennes).

## Septembristes et chartistes
En 1836, une nouvelle révolution libérale soutenue par l'armée éclate, appelée Révolution septembriste. Celle-ci dure 6 ans jusqu'en 1842 où les élections de Porto (d'où étaient parties les révolutions libérales de 1820 et de 1836) voient la victoire des chartistes.

## Liste des batailles
- Bataille de Coruche, 9 janvier 1827 (soulèvement absolutiste de 1826-1827)
- Bataille de Vila da Praia, 18 août 1829
- Siège de Porto (juillet 1832 - août 1833)
- Bataille de Ponte Ferreira, 23 juillet 1832
- Bataille de Souto Redondo, 7 août 1832
- Bataille du cap Saint-Vincent, 5 juillet 1833
- Bataille d'Alcácer do Sal, 2 novembre 1833
- Bataille de Pernes, 30 janvier 1834
- Bataille d'Almoster, 18 février 1834
- Bataille de Sant’Ana, 24 avril 1834
- Bataille d'Asseiceira, 16 mai 1834